# Shock (boek)
Shock (oorspronkelijke Engelse titel: Shock) is een boek geschreven door de Amerikaanse schrijver Robin Cook.

## Verhaal
Wanneer twee studentes van Harvard een advertentie lezen dat een vruchtbaarheidskliniek op zoek is naar eiceldonoren gaan ze hier op in. Maar na een tijd gaan ze op zoek naar wat er gebeurd is met hun eicellen. Op deze manier komen ze achter een gruwelijke waarheid.